# Mercè Guix i Passola
Mercè Guix i Passola (Campdevànol, Ripollès, 12 de maig de 1922 — Campdevànol, Ripollès, 23 de novembre de 2009) va ser una jugadora de bàsquet i directiva esportiva catalana.
Treballadora en una fàbrica tèxtil, va formar part de la Secció Femenina de bàsquet de Campdevànol. A principis dels anys seixanta, va tenir un paper clau en la fundació del Club Bàsquet Campdevànol i va crear un equip de bàsquet i un altre de futbol. El 1972 va aconseguir federar dos equips masculins de bàsquet a les competicions esportives i va continuar lligada a l'entitat, primer com a entrenadora i, després, com a membre de la junta directiva del club. Al mateix temps, va engegar una campanya activa per tal d'aconseguir unes instal·lacions adequades a la competició esportiva, i així, es va inaugurar el Pavelló Municipal de Campdevànol el febrer de 1987.
Entre d'altres distincions, fou reconeguda com a Forjadora de la Història Esportiva de Catalunya el 1993 i Històrica del Bàsquet Català el 2006. El març de 2008, l'Ajuntament de Campdevànol li va retre un homenatge públic i va rebatejar el pavelló municipal com a Pavelló Esportiu Mercè Guix. Pòstumament, fou nomenada filla predilecta del municipi.